# Zygaenosia assimilis
Zygaenosia assimilis là một loài bướm đêm thuộc phân họ Arctiinae, họ Erebidae.